# GP Industria & Artigianato di Larciano
GP Industria & Artigianato di Larciano er et italiensk endagsløb i landevejscykling som foregår i Pistoia i Italien. Løbet blev første gang arrangeret i 1967. Løbet er en del af UCI ProSeries, hvor det er rangeret med 1.Pro.

## Vindere
| År                                                          | Vinder                   | Toer                     | Treer                      |        |
| ----------------------------------------------------------- | ------------------------ | ------------------------ | -------------------------- | ------ |
| Circuito di Larciano (uofficielle udgaver - kriterier)      |                          |                          |                            |        |
| 1967                                                        | Michele Dancelli         | Franco Bitossi           | Vittorio Adorni            |        |
| 1968                                                        | Vittorio Adorni          | Franco Bitossi           | Gianni Motta               |        |
| 1969                                                        | Franco Bitossi           | Gianni Motta             | Felice Gimondi             |        |
| 1970                                                        | Franco Bitossi           | Mauro Simonetti          | Jean-Pierre Monseré        |        |
| 1971                                                        | Felice Gimondi           | Franco Bitossi           | Rik Van Linden             |        |
| 1972 ikke arrangeret                                        |                          |                          |                            |        |
| 1973                                                        | Franco Bitossi           | Eddy Merckx              | Felice Gimondi             |        |
| 1974                                                        | Giacinto Santambrogio    | Franco Bitossi           | Ole Ritter                 |        |
| 1975                                                        | Roger De Vlaeminck       | Francesco Moser          | Felice Gimondi             |        |
| 1976                                                        | Felice Gimondi           | Walter Riccomi           | Mauro Vannucchi            |        |
| GP Industria & Artigianato di Larciano (for professionelle) |                          |                          |                            |        |
| 1977                                                        | Giancarlo Tartoni        | Gabriele Mugnaini        | Attilio Rota               |        |
| 1978                                                        | Francesco Moser          | Alfio Vandi              | Vittorio Algeri            |        |
| 1979                                                        | Vittorio Algeri          | Francesco Moser          | Pierino Gavazzi            |        |
| 1980                                                        | Giuseppe Saronni         | Pierino Gavazzi          | Bruno Leali                |        |
| 1981                                                        | Pierino Gavazzi          | Gianbattista Baronchelli | Alfio Vandi                |        |
| 1982                                                        | Gianbattista Baronchelli | Pierino Gavazzi          | Silvano Contini            |        |
| 1983                                                        | Fabrizio Verza           | Sergio Santimaria        | Jesper Worre               |        |
| 1984                                                        | Marco Franceschini       | Giuseppe Passuello       | Emanuele Bombini           |        |
| 1985                                                        | Pierino Gavazzi          | Jesper Worre             | Sergio Scremin             |        |
| 1986                                                        | Giovanni Bottoia         | Marco Franceschini       | Dag Erik Pedersen          |        |
| 1987                                                        | Marino Amadori           | Stefano Colagè           | Gianni Bugno               |        |
| 1988                                                        | Massimo Ghirotto         | Stefano Colagè           | Gianbattista Baronchelli   |        |
| 1989                                                        | Edward Salas             | Gianbattista Baronchelli | Maurizio Fondriest         |        |
| 1990                                                        | Dmitri Konyschew         | Massimo Ghirotto         | Leonardo Sierra            |        |
| 1991                                                        | Gianni Faresin           | Stefano Cortinovis       | Giuseppe Petito            |        |
| 1992                                                        | Gianni Faresin           | Stefano Colagè           | Daniel Steiger             |        |
| 1993                                                        | Marco Saligari           | Piotr Ugrumov            | Maurizio Molinari          |        |
| 1994                                                        | Francesco Casagrande     | Bjarne Riis              | Andrea Ferrigato           |        |
| 1995                                                        | Andrea Ferrigato         | Angelo Canzonieri        | Luca Gelfi                 |        |
| 1996                                                        | Michele Bartoli          | Francesco Casagrande     | Claudio Chiappucci         |        |
| 1997                                                        | Gianni Faresin           | Francesco Casagrande     | Valentino Fois             |        |
| 1998                                                        | Romāns Vainšteins        | Mario Manzoni            | Luca Mazzanti              |        |
| 1999                                                        | Massimo Podenzana        | Danilo Di Luca           | Luca Scinto                |        |
| 2000                                                        | Danilo Di Luca           | Sergio Barbero           | Nicola Miceli              |        |
| 2001                                                        | Davide Rebellin          | Francesco Casagrande     | Danilo Di Luca             |        |
| 2002                                                        | Stefano Garzelli         | Giuliano Figueras        | Francesco Casagrande       |        |
| 2003                                                        | Juan Fuentes             | Gabriele Colombo         | Fabiano Fontanelli         |        |
| 2004                                                        | Damiano Cunego           | Igor Astarloa            | Ruggero Borghi             |        |
| 2005                                                        | Luca Mazzanti            | Ruggero Marzoli          | Freddy González            |        |
| 2006                                                        | Damiano Cunego           | Daniele Pietropolli      | Franco Pellizotti          |        |
| 2007                                                        | Vincenzo Nibali          | Franco Pellizotti        | Mykhajlo Khalilov          |        |
| 2008                                                        | Eddy Ratti               | Francesco Ginanni        | Luis Felipe Laverde        |        |
| 2009                                                        | Daniele Callegarin       | Gabriele Bosisio         | Jackson Rodríguez          |        |
| 2010                                                        | Daniele Ratto            | Miguel Ángel Rubiano     | Franco Pellizotti          |        |
| 2011                                                        | Ángel Vicioso            | Giovanni Visconti        | Mauro Finetto              |        |
| 2012                                                        | Filippo Pozzato          | Fabio Taborre            | Kristijan Đurasek          |        |
| 2013                                                        | Mauro Santambrogio       | Patrik Sinkewitz         | Oscar Gatto                |        |
| 2014                                                        | Adam Yates               | Davide Formolo           | Francesco Manuel Bongiorno |        |
| 2015 ikke arrangeret                                        |                          |                          |                            |        |
| 2016                                                        | Simon Clarke             | Andrea Fedi              | Giovanni Visconti          |        |
| 2017                                                        | Adam Yates               | Richard Carapaz          | Rigoberto Urán             |        |
| 2018                                                        | Matej Mohorič            | Marco Canola             | Davide Ballerini           |        |
| 2019                                                        | Maximilian Schachmann    | Mattia Cattaneo          | Andrea Vendrame            |        |
| 2020                                                        | aflyst                   | aflyst                   | aflyst                     | aflyst |
| 2021                                                        | Mauri Vansevenant        | Bauke Mollema            | Mikel Landa                |        |
| 2022                                                        | Diego Ulissi             | Alessandro Fedeli        | Xandro Meurisse            |        |
| 2023                                                        | Ben Healy                | Amanuel Ghebreigzabhier  | Mark Stewart               |        |
| 2024                                                        | Marc Hirschi             | Thomas Silva             | Diego Ulissi               |        |